# José Mojica
Crescenciano Abel Exaltación de la Cruz José Francisco de Jesús Mojica Montenegro y Chavarín (San Gabriel, Jalisco, 14 de septiembre de 1895 - Lima, 20 de septiembre de 1974), de nombre artístico José Mojica y también conocido, en el ámbito religioso franciscano, como Fray José de Guadalupe Mojica, fue un actor, cantante y sacerdote mexicano.

## Trayectoria

### Primeros años
José Mojica nació en San Gabriel, Jalisco, México, en 1895. Poco tiempo después, a la muerte de su padre, emigró su madre con él a la Ciudad de México, donde ingresó en el colegio Saint Marie, y continuó luego sus estudios en el Colegio de San Ildefonso, ubicado en el centro de la ciudad. Sus anhelos de estudiar en el ITI se vieron recompensados, pero al poco tiempo abandonó los estudios de agronomía. Durante este lapso, estudió canto en el Conservatorio Nacional de Música, bajo la batuta del maestro José Pierson –máxima autoridad del bel canto de aquellos años, descubridor de Pedro Vargas, Juan Arvizu, Hugo Avendaño, Jorge Negrete– y del doctor Alfonso Ortiz Tirado, quien le aconsejó abrazar esa nueva vocación.

### Debut
Debutó como tenor en el Teatro Ideal. Después, participó en la puesta en escena de la obra El barbero de Sevilla, el 5 de octubre de 1916, en el Teatro Arbeu (hoy Biblioteca Miguel Lerdo de Tejada), donde alcanzó su consagración.

### La Primera Guerra Mundial
La incipiente ambición le llevó a emigrar a Nueva York durante la Primera Guerra Mundial. Allí, comenzó a buscar audiciones al tiempo que para su subsistencia trabajaba como lavaplatos en un restaurante de lujo. La oportunidad le llegó al integrarse a una compañía de teatro llevando la interpretación de papeles secundarios. Allí conoció al compositor cubano Ernesto Lecuona, quien al descubrir su talento lo llevó a Hollywood para cantar en la película La cruz y la espada, en 1934.

### La Habana
Seguidamente, lo presentó en La Habana (Cuba), donde interpretó obras como "Canto Siboney", "Siempre en mi corazón" y la romanza "María La O", páginas que dejó grabadas para la RCA Victor.

### Enrico Caruso
Otra gran oportunidad surgió al ser reconocido por Enrico Caruso, quien al escucharle le encauzó hacia la Compañía de Ópera de Chicago. Siguiendo la recomendación de Caruso, complementó su preparación estudiando inglés, francés e italiano, además de equitación, danza y atletismo. La prueba de fuego para José se presentó al debutar al lado de la diva escocesa Mary Garden, quien era directora de la Compañía de Ópera de Chicago, durante la puesta en escena de la obra Pelléas et Mélisande, de Claude Debussy, en el Metropolitan Opera House, donde alcanzó un éxito enorme en el papel de Pelléas.

### La ópera
Ya consagrado en el ambiente operístico, alternó con grandes figuras como Lily Pons y Amelita Galli-Curci, y fue invitado por el sello Edison para grabar discos de canto operístico y canciones tradicionales de México.

### En Hollywood
A raíz de la creciente fama, fue invitado a incursionar en el cine de Hollywood, donde debutó en el filme de James Tinling, One Mad Kiss, alternando con Antonio Moreno. Su estadía en los sets fílmicos norteamericanos se prolongó hasta 1938 cuando, ya convertido en gran figura del cine, a la altura de Nelson Eddy o Howard Keel, decidió continuar su actividad artística en México.

### En México
Continuó filmando en México, donde El capitán aventurero (1938) elevó su notoriedad en el medio artístico de ese país. La gran fama desarrollada le permitió adquirir la Antigua Villa Santa Mónica, en San Miguel de Allende, Guanajuato, México, para regalársela a su madre, quien la habitó desde 1930 hasta su muerte en 1940.

### Seminarista franciscano
Fue precisamente la muerte de su madre lo que le llevó a una depresión, que le hizo considerar  la idea de ser religioso. El acercamiento de toda su vida, por medio de su madre, a la religión católica, y su participación en la película La cruz y la espada, donde tuvo contacto con la vida monástica, se presenta oportuna para decidir cambiar drásticamente el rumbo de su vida, y consagrar su vida a Dios por medio de la Orden Franciscana. Él mismo en alguna ocasión declaró que la decisión también fue influida por una aparición de Teresita de Jesús, quien le encomendó seguir los pasos de la religión. En fin, indudablemente la muerte de su madre operó en él un cambio. Y esto propició un alejamiento relativo de los escenarios, inclusive del cine, y que el afamado cantante y actor se deshiciera de todas su propiedades y pertenencias. Es significativa su participación en el filme argentino Melodías de América, donde su interpretación de la canción "Solamente una vez" mostraba indicios de su inminente decisión. Al respecto, él narra en su película biográfica (Yo, pecador, 1959, dirigida por Alfonso Corona Blake), que fue Agustín Lara quien le compuso esta canción al enterarse de que ya no se dedicaría al medio artístico, por su consagración. En 1942, ingresó al seminario Franciscano de Cuzco, en Perú, en el que adoptó el nombre de Fray José de Guadalupe Mojica. Después, se trasladó al monasterio de San Antonio de la Recoleta, y culminó con su ordenación como sacerdote a cargo del arzobispo de Lima, cardenal Juan Gualberto Guevara, el 13 de julio de 1947, en el templo Máximo de San Francisco de Jesús, en la misma ciudad de Lima, Perú. No obstante, dicho acontecimiento no significó el fin de su trayectoria, ya que la fama le ayudó a reunir fondos para la instauración de un seminario en Arequipa, recorriendo Argentina y otros países más.

### Yo, pecador
Hacia 1942, decidió escribir el libro Yo, pecador, Editado por Editorial Jus México en 1952, donde narra la historia de su vida y habla de su conversión a la vida religiosa. El libro sirvió de argumento para una película en la cual participó también, y cuyo principal protagonista fue el actor Pedro Geraldo.

### Popularidad y homenaje en Bellas Artes
Su popularidad en la década de los cincuenta fue enorme. Actuó ante Pio XII, y ante los presidentes de numerosos países. En 1953 escribió el guion de la película El pórtico de la gloria,  una película que rodó durante la gira del orfeón por España y en la que aparecía con el hábito franciscano. Aprovechó una pausa del rodaje para trasladarse a Bilbao, donde convivió durante unos días con la comunidad de franciscanos de Irala. Desde allí se acercó a la basílica de Nuestra Señora de Begoña, donde celebró una misa.
Hacia 1969, fue objeto de un sentido homenaje organizado por el Instituto Nacional de Bellas Artes, en la Ciudad de México. Regresó posteriormente a su vida religiosa en el convento de San Francisco en Lima, Perú.

### Fallecimiento
Murió en 1974 después de una grave hepatitis, y fue atendido por su comunidad. Anteriormente, a causa de unas graves deficiencias en la circulación arterial, le habían amputado una pierna en el hospital de Lima. Su cuerpo fue enterrado en las catacumbas del convento.

## Filmografía

### En Hollywood
- One Mad Kiss (1930)
- When Love Laughs (Cuando el amor ríe) (1931)
- Hay que casar al príncipe (1931)
- Law of The Harem (La ley del harem) (1931)
- Mi último amor (1931)
- El caballero de la noche (1932)
- El precio de un beso (1933)
- The King of Gypsies (El rey de los gitanos) (1933)
- Melodía prohibida (1933)
- La cruz y la espada (1934)
- Un capitán de cosacos (1934)
- Love Frontiers (Las fronteras del amor) (1934)

### En México
- El Capitán aventurero -basado en la pieza de Manuel Penella, "Don Gil de Alcalá" (1938)
- La canción del milagro (1940)
- El Pórtico de la Gloria (1953; como Fray José de Guadalupe Mojica)
- Yo pecador (1959) con Sara García, Pedro Armendáriz y Libertad Lamarque.
- Seguiré tus pasos (1966), con Julián Bravo y Manuel López Ochoa.
- El pecado de una madre  (1960), on Libertad Lamarque y Dolores del Río.

### En Argentina
- Melodías de América (1941)

## Anécdotas
- En 1926 conoció en la ciudad de Nueva York a María Joaquina de la Portilla Torres, conocida como María Grever, y accedió a grabarle una canción que la lanzaría a la fama como compositora, ésta fue Júrame, y se convirtió así en su primer intérprete.[cita requerida]

- En 1937, durante una gira por Sudamérica, específicamente por Argentina, a sugerencia del compositor José Sabre Marroquín (quien se encontraba agobiado por el inclemente invierno argentino), compuso la letra de la canción Nocturnal. La composición se completó durante el trayecto hacia Radio Belgrano, durante el cual también fueron acompañados por Alfonso Espriú.[cita requerida]

- La inolvidable e internacionalmente famosa canción, el bolero «Solamente una vez», fue compuesta y dedicada a él por el famoso músico y compositor mexicano Agustín Lara, al saber que se convertiría en fraile franciscano. La anécdota la contaron ambos en una entrevista radiofónica que le hizo Vargas a Lara.[cita requerida]